# Ignaz Schuster (Sänger)

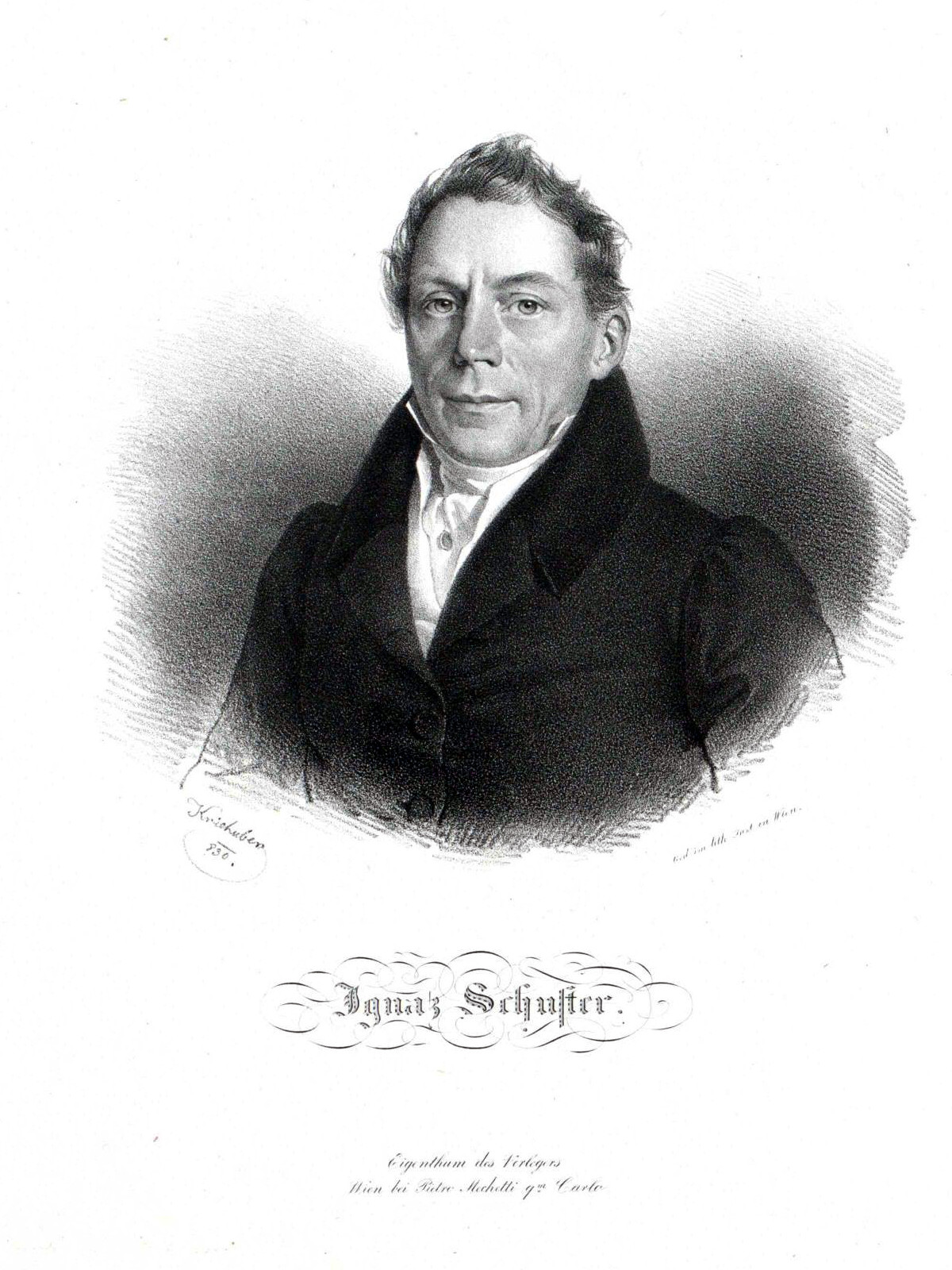
Ignaz Schuster, Lithografie von Joseph Kriehuber, 1830

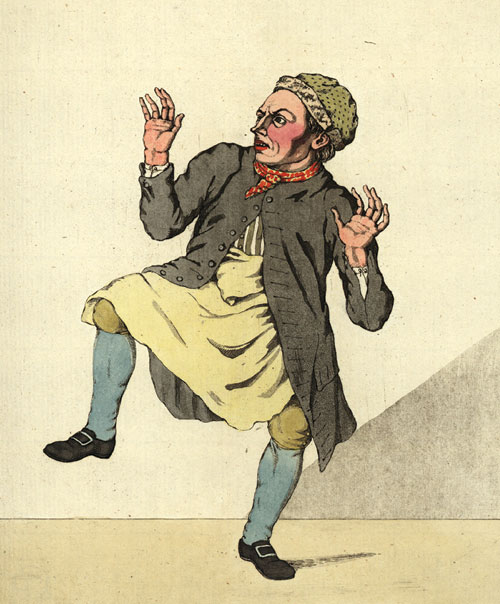
Ignaz Schuster auf der Bühne

Ignaz Schuster (* 20. Juli 1779 in Wien; † 6. November 1835 ebenda) war ein österreichischer Sänger (Bass), Schauspieler und Komponist des Alt-Wiener Volkstheaters.

## Leben
Ignaz Schuster war Sohn des Schneidermeisters Simon Schuster und seiner Frau Dorothea, geb. Fuchs. Seine Brüder waren der Schauspieler und Librettist Josef Anton Schuster (1770–1852) und der Tenorsänger Anton Schuster. Er besuchte das Gymnasium des Schottenstiftes, wo er auch als Sängerknabe wirkte und 1798–1806 auch als Bassist.
Er erhielt Unterricht in Komposition bei Joseph von Eybler und Klavierspiel bei Franz Joseph Volkert.
Nachdem er sein Studium abgebrochen hatte, war er zunächst Sänger am Theater in der Leopoldstadt (ab 1801), in der Wiener Hofmusikkapelle (ab 1806) und im Chor an St. Stephan (ab 1807). Danach wechselte er zum Sprechtheater. Nach Engagements an verschiedenen Bühnen kam er ans Leopoldstädter Theater. Dort trat er 1813 in Die Bürger von Wien von Adolf Bäuerle auf und fand darin in der Figur des Schirmmachers Chrysostomus Staberl die Rolle seines Lebens. In den folgenden Jahren folgten mehrere Staberliaden in der typischen Wiener Charakterkomik.
Zwischen 1812 und 1828 arbeitete Schuster auch als Regisseur am Leopoldstädter Theater und er komponierte u. a. die Bühnenmusik für Adolf Bäuerle, Joachim Perinet und Josef Alois Gleich.
Ab 1817 wurden Schuster und Ferdinand Raimund Konkurrenten am Leopoldstädter Theater. Sie traten im Jahr 1830 zum ersten Mal gemeinsam auf.
Nach seinem Tod im Alter von 56 Jahren wurde Ignaz Schuster auf dem Allgemeinen Währinger Friedhof beigesetzt.

## Werke
- Baron Barfuß (1804)[2]
- Cora, die Sonnenjungfrau (1812)[1]
- Hamlet, Prinz vom Tandelmarkt (1807)[2]
- Jupiter in Wien (1825)[2]
- Der Palast der Wahrheit (1810)[1]
- Die verkehrte Welt (1814)[2]